# Décès en 1018
Décès
- 1014
- 1015
- 1016
- 1017
- 1018
- 1019
- 1020
- 1021
- 1022

Cette page dresse une liste de personnalités mortes au cours de l'année 1018 :
- 25 février : Arnolfo II da Arsago (it), archevêque de Milan.
- 4 mars : Guillaume II de Provence, comte de Provence.
- 23 juin : Henri Ier d'Autriche, second margrave d'Autriche de la maison de Babenberg.
- 29 juillet : Baldéric II de Liège, chapelain des empereurs Otton III et Henri II.
- 1er octobre : Osmond Quarrel, chef de l’expédition normande menée en Italie méridionale entre 1016 et 1018.
- 1er octobre : Gilbert Buatère, aventurier normand.
- 14 novembre : Henri de Wurtzbourg, évêque de Wurtzbourg.
- 1er décembre : Dithmar, moine au monastère de Bergen puis évêque de Mersebourg.

- Æthelsige, abbé d'Abingdon.
- Abd al-Rahman IV, calife omeyyade de Cordoue.
- Adolf I de Lotharingie (en), comte Palatin de Lotharingie.
- Aeddan ap Blegywryd, usurpateur du royaume de Gwynedd.
- Aldhun de Durham, dernier évêque de Lindisfarne et premier évêque de Durham.
- Ali ben Hammud al-Nasir, émir de Malaga et d'Algésiras.
- Bertholde de Toul, 36e évêque de Toul.
- Dragimir (en), prince de Travonie et de Zachlumie.
- Frédéric (en), comte de Walbeck (en) (Walbeck - Allemagne).
- Harald II de Danemark, roi de Danemark.
- Ivan Vladislav, tsar de l’empire de Bulgarie.
- Owen le Chauve, ou Owen II de Strathclyde, roi de Strathclyde.
- Sigurd Syr, sous-roi de Ringerike.

## Crédit d'auteurs
- Cet article est partiellement ou en totalité issu de l'article intitulé « 1018 » (voir la liste des auteurs).